# Carénage NACA
Pour les articles homonymes, voir NACA.

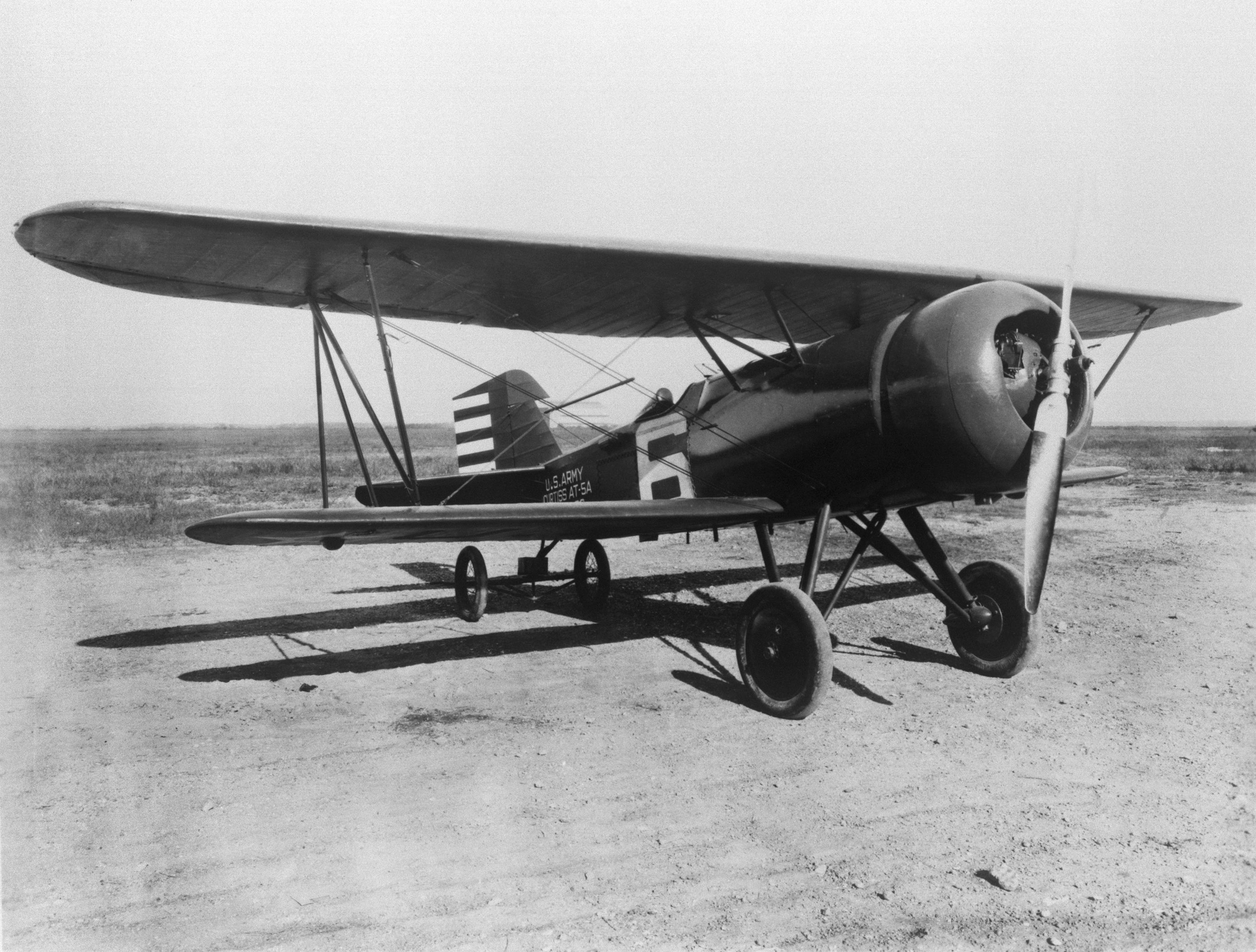
Un Curtiss AT-5A Hawk équipé d'un carénage NACA au Langley Memorial Aeronautical Laboratory en octobre 1928.

Un carénage NACA (en anglais : « NACA cowling ») est un anneau de refroidissement installé autour des cylindres d'un moteur en étoile d'un avion, permettant de réduire sa traînée et d'améliorer son refroidissement. Ce système fut mis au point par le National Advisory Committee for Aeronautics, ou NACA, en 1927 et fut une avancée majeure pour l'aéronautique, son coût de développement ayant été très largement rentabilisé par les économies en carburant qu'il permettait d'obtenir sur les avions ainsi équipés.

## Conception et développement

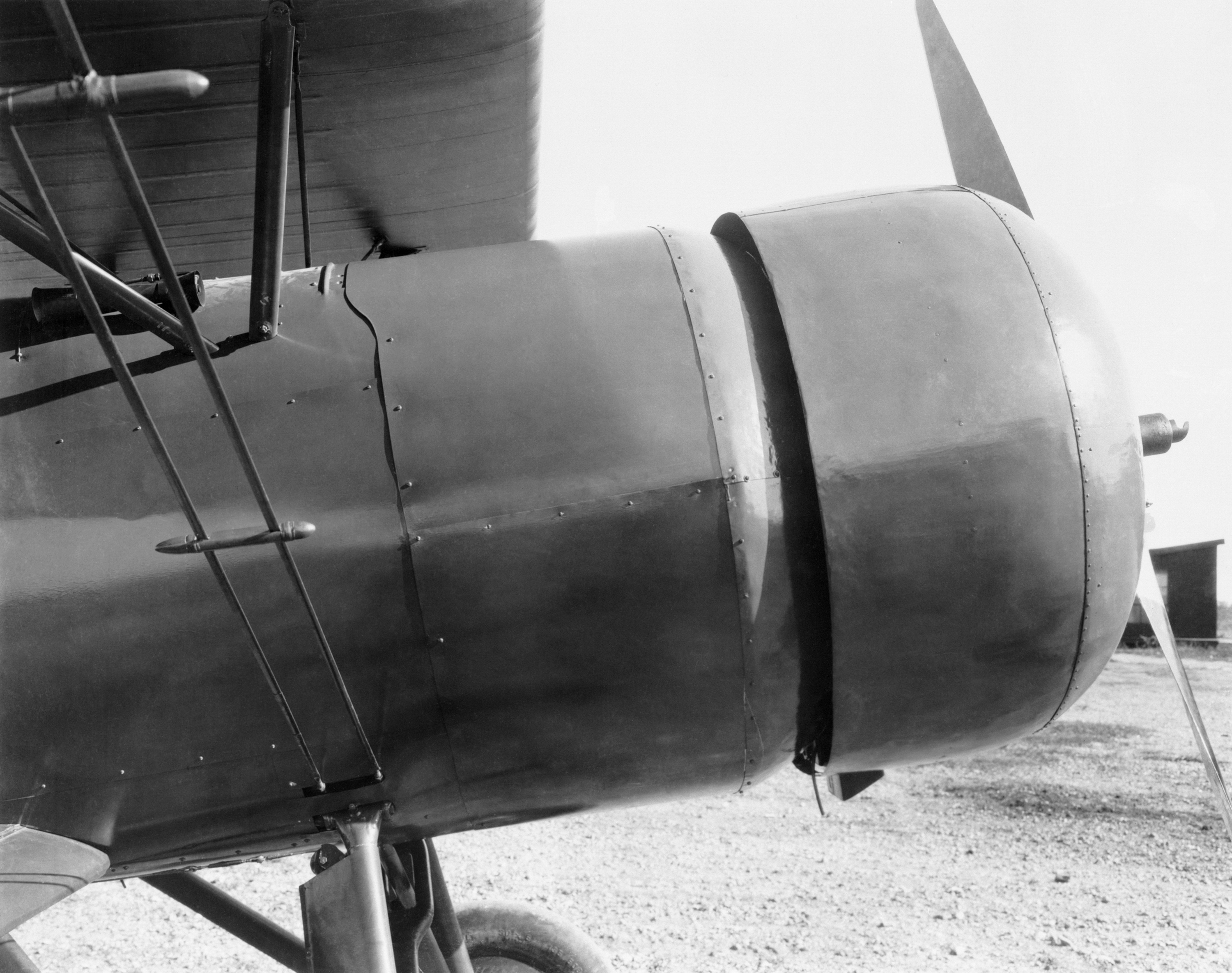
Vue rapprochée du carénage de l'AT-5A du NACA, en 1928.

Le carénage NACA améliorait la vitesse de l'avion en réduisant la traînée créée par le moteur, tout en apportant un refroidissement plus efficace. Il a également été dit qu'il exploitait l'effet Meredith pour créer de la poussée vers l'avant en tirant parti de l'expansion de l'air lorsqu'il traversait le moteur et était réchauffé à son contact. Bien qu'il soit théoriquement possible de créer de la poussée en expulsant de l'air réchauffé à grande vitesse, ce phénomène était en pratique imperceptible, car les vitesses, les différences de températures et les faibles débits invoqués étaient bien trop faibles pour tirer un quelconque gain de performances par ce procédé. Le système aurait dû avoir un dessin très différent pour atteindre des vitesses ayant réellement un impact positif sur les  performances.
Le carénage est constitué d'un anneau à profil circulaire symétrique, contrastant avec le profil aplati des ailes. Il dirige l'air frais à travers le moteur, où il est dirigé vers les parties les plus chaudes, essentiellement les cylindres et les culasses. De plus, la turbulence après que l'air soit passé autour des cylindres est réduite. La somme de tous ces effets réduit la traînée de près de 60 %. Les conclusions des essais menés sur ce concept menèrent à son installation quasi-systématique sur tous les moteurs d'avion en étoile construits à partir de 1932.
L'avion d'essai, un biplan Curtiss AT-5A Hawk équipé d'un moteur en étoile Wright J-5 Whirlwind, atteignit une vitesse de 220 km/h avec le carénage NACA, alors qu'il n'atteignait qu'une vitesse de 190 km/h lorsqu'il en était dépourvu.

### Articles
- (en) J. D. North, « Engine Cowling : With Special Reference to the Air-cooled Engine », Flight International magazine (supplément « The Aircraft Engineer »), vol. 24, no 1311,‎ 8 février 1934, p. 133–137 (lire en ligne).
- (en) J. D. North, « Engine Cowling », Flight International magazine (supplément « The Aircraft Engineer »), vol. 9, no 97,‎ 22 février 1934, p. 174a–174f (lire en ligne).
- (en) « Engine Cowling », Flight International magazine, vol. 21, no 1312,‎ 15 février 1934, p. 157–158 (lire en ligne).